# André Skaug

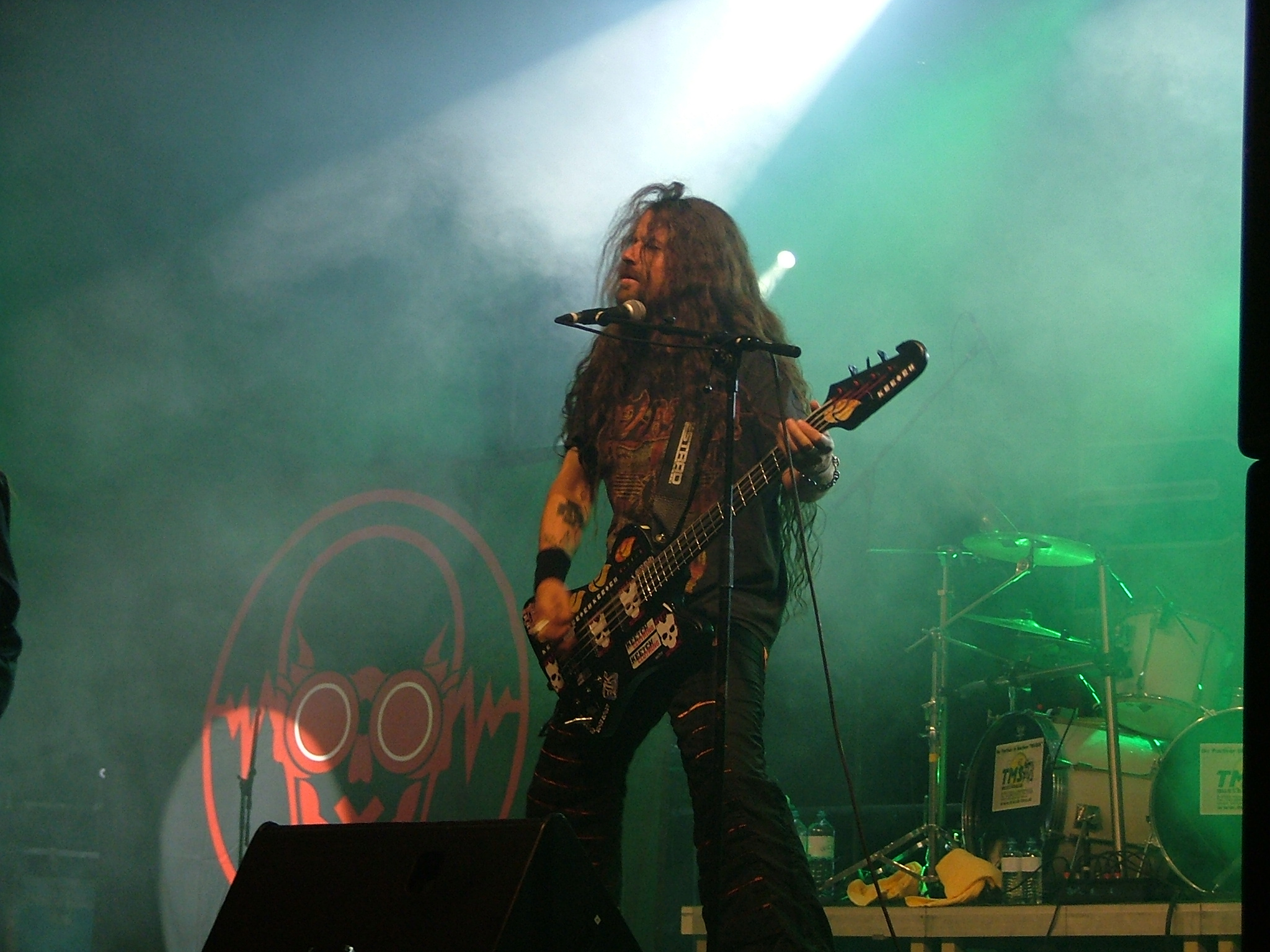
André Skaug, 2007.

André Skaug, född 11 september 1970, är basist i den svenska rapmetalgruppen Clawfinger. Han började i gruppen då de inte hade någon basist som kunde spela live då Jocke Skog hade spelat bas på skivorna, och André var deras livebasist fram tills skivan Hate Yourself With Style då han är med och spelar bas på samtliga spår samt har även komponerat några låtar själv, han gör även backvocals på den skivan och på skivan Life will Kill You från 2007. Han komponerade även låten Don't Wake Me Up på skivan Clawfinger. Han är känd för sin massiva headbanging på livekonserterna, han är även den enda i Clawfinger som fortfarande har kvar sitt långa hår.